# 別失八里等処行尚書省
別失八里等処行尚書省（ビシュバリクとうしょ-こうしょうしょしょう）は、モンゴル帝国によって設置された中央アジアの統治機関。第2代皇帝オゴデイの時期から第4代皇帝モンケの時期にかけてモンゴル帝国の中央アジア統治を担ったが、1260年代の帝位継承戦争以後チャガタイ・ウルスに吸収・併合されて消滅した。

## 概要

### モンゴル帝国のトルキスタン征服
モンゴル帝国が始めて中央アジア方面と関わりを持ったのは1210年代初頭、天山ウイグル王国の君主バルチュク・アルト・テギンが自発的に投降してきた時のことであった。チンギス・カンは武力による征服ではなく進んでモンゴル帝国の傘下に入ってきたことを高く評価し、自らの娘を与えて「五番目の世嗣」と呼ぶほどの厚遇を与えた。これに続き、1218年には西遼を征服して東トルキスタン一帯を制圧し、1220年代初めにはホラズム・シャー朝を征服して西トルキスタン一帯も征服した。しかし、中央アジア方面では東方の『元史』、西方の『集史』のような浩瀚な史書が編纂されなかったために断片的な史料しか残されておらず、モンゴル帝国がどのように中央アジアを支配したかについては不明な点が多い。ただし、断片的な記述から華北（ヒタイ）のようにモンゴル人諸王が諸都市を投下領として所有し、統治体系は既存のものを尊重しつつ代官として送り込んだダルガチ（ダルガ）を介して税収・徴発を得るという形をとっていたとみられる。

### トルキスタン総督府の設置
「別失八里等処行尚書省」の前身となる組織が設置されたのは第2代皇帝オゴデイの時期のことで、『集史』「オゴデイ・カアン紀」には以下のように記されている。
上記のように、オゴデイ時期のモンゴル帝国では「ウイグリスタンからジャイフーン河（＝アム川）に至る」地域がひとまとまりの地域として認識され、マスウード・ベクに監督が委ねられていた。マスウード・ベクを長とする中央アジア統治機関は諸王が税収の確保のために送り込んだ文官（ダルガ・ビチクチ）を取りまとめる存在であり、税収の確保と諸王・皇帝の権益折衝が主な任務であった。また、オゴデイ時期には征服地における再度の人口調査が行われたが、その過程で「戸（家族世帯）」で数えるか「丁（成人男性）」で数えるかという議論があり、結果としてヒタイ（漢地）では「戸」を基準として、中央アジア（西域）では「丁」を基準として数えるよう定めたと記録されている。

### 別失八里等処行尚書省の設置
第2代皇帝オゴデイの死後、帝位をめぐって内部対立が続いたが、1251年にモンケが第4代皇帝として即位した。モンケは征服地の管理についてはオゴデイ時期の方針を引き継ぎ、華北・中央アジア・イランの3地域に大きく分割して統治しようとしていた。『世界征服者史』には以下のように記されている。
この記述に対応するように、『元史』巻3憲宗本紀には「憲宗の初年……ノガイ（訥懐）・タラカイ（塔剌海）・マスウード・ベク（麻速忽）らを別失八里等処行尚書省事に充て、アブドゥッラー（暗都剌）・ウスン（兀尊）・アフマド（阿合馬）・イティシャー（也的沙）にこれを助けしむ（元年辛亥……以訥懐・塔剌海・麻速忽等充別失八里等処行尚書省事、暗都剌・兀尊・阿合馬・也的沙佐之）」と記されており、この記述から漢文史料上ではモンゴル帝国の中央アジア統治機関が「別失八里等処行尚書省」と呼称されていたことが分かる。
また、モンケの時期には既に本籍地（モンゴル語では「根源」を意味するフジャウルと呼ばれ、漢文史料では主に「根脚」と意訳される）を離れて活動する商人が税を納めていないことが問題視されており、本籍地に帰還するか移住先で税を納めるよう聖旨（ジャルリク）が出されたことが記録されている。ここでも、基準となっているのはオゴデイ時代の人口調査に基づく「本籍＝フジャウル」であり、その課税単位は「onluq（十戸）」や「yuzluq（百戸）」などであったことが現存するウイグル文字文書から窺える。

### 解体・吸収
1260年、モンケが急死すると後継者の座をめぐって弟のクビライとアリクブケの間で帝位継承戦争が勃発し、モンゴル帝国の支配体系は激変せざるをえなくなった。東方ではクビライが継承戦争を制して正当なカアンの地位についたものの、イラン方面ではフレグが諸王の共有物たる征服地域を一方的に占有して自立し（フレグ・ウルス）、中央アジアでは傍系の出であるアルグがチャガタイ家当主となって自立した。「別失八里等処行尚書省」はアルグの時期に事実上チャガタイ・ウルスによって吸収・解体されてしまったものとみられる。
ところが、アルグが1266年に急死すると中央アジア情勢は再び混乱し、最終的にチャガタイ・ウルスを支配下においたオゴデイ家のカイドゥが中央アジアの覇者となった。ただし、中央アジアの中でも天山ウイグル王国のみはクビライの大元ウルスに属していたため、ウイグリスタンはカイドゥ・ウルスと大元ウルスの争いの最前線としてしばしば戦場となった（カラ・ホジョの戦い）。しかし、カイドゥはモンケ時期から引き続きマスウード・ベクを登用して定住民支配を委ねていたため、 支配層は激変したものの大枠ではモンゴル人による中央アジア支配の形式は変わらず続いていたものと考えられている。そのカイドゥも14世紀に入って大元ウルスとの戦争（テケリクの戦い）の中で亡くなると、今度はチャガタイ家のドゥアがカイドゥの勢力を乗っ取り、「チャガタイ・ウルス」を中央アジアに復興させた。チャガタイ・ウルスは1320年代後半のケベクの治世までにはウイグリスタンも掌握したため、「別失八里等処行尚書省」の故地は全てチャガタイ・ウルスによって継承されることになった。

## モンゴル帝国の三大外地属領
- ヒタイ総督府（燕京等処行尚書省）
- トルキスタン総督府（別失八里等処行尚書省）
- イラン総督府（阿母河等処行尚書省）